# دير علي (إيران)
دير علي هي قرية في مقاطعة سلماس، إيران. يقدر عدد سكانها بـ 465 نسمة بحسب إحصاء 2016.